# Campeonato Brasileño de Fútbol Serie D 2022
El Campeonato Brasileño de Serie D 2022 fue la decimocuarta edición del campeonato de cuarta categoría del fútbol brasileño. Contó con la participación de 64 equipos, los cuales clasificaron por sus respectivos torneos estatales o por campeonatos organizados por cada una de las federaciones.
La competición comenzó el 17 de abril de 2022 y finalizó el 25 de septiembre del mismo año.

## Sistema de juego
A diferencia de la temporada pasada, este año contará con la participación de 64 equipos, cuatro menos que el año pasado, haciendo así que se suprima la fase preliminar, estos cuatro cupos menos se le serán restados a las cuatro peores entidades estatales del Ranking Nacional de las Federaciones. Así la Serie D comenzó desde la fase de grupos, la cual se dividió en ocho grupos, con ocho equipos cada uno, con partidos de ida y vuelta. Los cuatro primeros de cada grupo se clasificaron para la segunda fase, totalizando 32 equipos. Estos se enfrentaron en llaves eliminatorias hasta la definición del campeón y ascenso a la Serie C 2023: segunda fase, octavos, cuartos de final, semifinales y final. Los cuatro equipos que ascendieron son aquellos que llegaron a las semifinales.

## Participantes
| Estado                         | Equipo                                                         | Vía de clasificación |
| ------------------------------ | -------------------------------------------------------------- | --- |
| Acre 2 cupos                   | Rio Branco-AC Humaitá                                          | Campeón del Campeonato Acreano 2021 Subcampeón del Campeonato Acreano 2021 |
| Alagoas 2 cupos                | CSE ASA Arapiraca                                              | Mejor ubicado del Campeonato Alagoano 2021 Campeón de la Copa Alagoas 2021 |
| Amapá 1 cupo                   | Trem                                                           | Campeón del Campeonato Amapaense 2021 |
| Amazonas 2 cupos               | São Raimundo-AM Amazonas                                       | Subcampeón del Campeonato Amazonense 2021 Mejor ubicado del Campeonato Amazonense 2021 |
| Bahía 3 cupos + adicional      | Jacuipense Atlético de Alagoinhas Bahia de Feira Juazeirense   | 17º puesto de la Serie C 2021 Campeón del Campeonato Baiano 2021 Subcampeón del Campeonato Baiano 2021 Tercer puesto del Campeonato Baiano 2021                                                                |
| Ceará 3 cupos                  | Pacajus Crato Icasa                                            | Mejor ubicado del Campeonato Cearense 2021 Segundo mejor ubicado del Campeonato Cearense 2021 Tercer mejor ubicado del Campeonato Cearense 2021                                                                |
| Distrito Federal 2 cupos       | Brasiliense Ceilândia                                          | Campeón del Campeonato Brasiliense 2021 Subcampeón del Campeonato Brasiliense 2021 |
| Espírito Santo 2 cupos         | Real Noroeste Nova Venécia                                     | Campeón del Campeonato Capixaba 2021 Campeón de la Copa Espírito Santo 2021 |
| Goiás 3 cupos                  | Grêmio Anápolis Anápolis Iporá                                 | Campeón del Campeonato Goiano 2021 Mejor ubicado del Campeonato Goiano 2021 Segundo Mejor ubicado del Campeonato Goiano 2021                                                                                   |
| Maranhão 2 cupos               | Moto Club Juventude Samas                                      | Mejor ubicado del Campeonato Maranhense 2021 Subcampeón de la Copa FMF 2021 |
| Mato Grosso 2 cupos            | Operário-VG Ação                                               | Subcampeón del Campeonato Matogrossense 2021 Mejor ubicado del Campeonato Matogrossense 2021 |
| Mato Grosso del Sur 1 cupo     | Costa Rica                                                     | Campeón del Campeonato Sul-Matogrossense 2021 |
| Minas Gerais 3 cupos           | Pouso Alegre URT Caldense                                      | Mejor ubicado del Campeonato Mineiro 2021 Segundo mejor ubicado del Campeonato Mineiro 2021 Tercer mejor ubicado del Campeonato Mineiro 2021                                                                   |
| Pará 2 cupos                   | Tuna Luso Castanhal                                            | Subcampeón del Campeonato Paraense 2021 Mejor ubicado del Campeonato Paraense 2021 |
| Paraíba 2 cupos                | Sousa São Paulo Crystal                                        | Subcampeón del Campeonato Paraibano 2021 Mejor ubicado del Campeonato Paraibano 2021 |
| Paraná 3 cupos + adicional     | Paraná FC Cascavel Azuriz Cianorte                             | 18º puesto de la Serie C 2021 Subcampeón del Campeonato Paranaense 2021 Mejor ubicado del Campeonato Paranaense 2021 Segundo mejor ubicado del Campeonato Paranaense 2021                                      |
| Pernambuco 2 cupos + adicional | Santa Cruz Afogados Retrô                                      | 19º puesto de la Serie C 2021 Segundo mejor ubicado del Campeonato Pernambucano 2021 Cuarto mejor ubicado del Campeonato Pernambucano 2021                                                                     |
| Piauí 2 cupos                  | Fluminense Piauí 4 de Julho                                    | Subcampeón del Campeonato Piauiense 2021 Mejor ubicado del Campeonato Piauiense 2021 |
| Río de Janeiro 3 cupos         | Portuguesa-RJ Nova Iguaçu Pérolas Negras                       | Mejor ubicado del Campeonato Carioca 2021 Segundo mejor ubicado del Campeonato Carioca 2021 Campeón de la Copa Río 2021                                                                                        |
| Río Grande del Norte 2 cupos   | Globo América de Natal                                         | Campeón del Campeonato Potiguar 2021 Mejor ubicado del Campeonato Potiguar 2021 |
| Río Grande del Sur 3 cupos     | Caxias Aimoré São Luiz                                         | Mejor ubicado del Campeonato Gaúcho 2021 Segundo mejor ubicado del Campeonato Gaúcho 2021 Tercer mejor ubicado del Campeonato Gaúcho 2021                                                                      |
| Rondonia 1 cupo                | Porto Velho                                                    | Campeón del Campeonato Rondoniense 2021 |
| Roraima 2 cupos                | São Raimundo-RR Náutico-RR                                     | Campeón del Campeonato Roraimense 2021 Subcampeón del Campeonato Roraimense 2021 |
| São Paulo 4 cupos + adicional  | Oeste Ferroviária Inter de Limeira Santo André São Bernardo FC | 20º puesto de la Serie C 2021 Mejor ubicado del Campeonato Paulista 2021 Segundo mejor ubicado del Campeonato Paulista 2021 Tercer mejor ubicado del Campeonato Paulista 2021 Campeón de la Copa Paulista 2021 |
| Santa Catarina 3 cupos         | Marcílio Dias Juventus de Jaraguá Próspera                     | Mejor ubicado del Campeonato Catarinense 2021 Segundo mejor ubicado del Campeonato Catarinense 2021 Tercer mejor ubicado del Campeonato Catarinense 2021                                                       |
| Sergipe 2 cupos                | Sergipe Lagarto                                                | Campeón del Campeonato Sergipano 2021 Subcampeón del Campeonato Sergipano 2021 |
| Tocantins 1 cupo               | Tocantinópolis                                                 | Campeón del Campeonato Tocantinense 2021 |

## Fase de grupos

### Grupo A1
| Pos. | Equipo          | Pts. | PJ | G | E | P  | GF | GC | Dif. | Clasificación                |     | AMA | RIO | SRA | SRR | POR | TRE | HUM  | NAU |
| ---- | --------------- | ---- | -- | - | - | -- | -- | -- | ---- | ---------------------------- | --- | --- | --- | --- | --- | --- | --- | ---- | --- |
| 1    | Amazonas        | 31   | 14 | 9 | 4 | 1  | 37 | 12 | +25  | Clasificación a Segunda fase |     |     | 3–1 | 2–2 | 1–1 | 1–2 | 4–1 | 6–0  | 3–0 |
| 2    | Rio Branco-AC   | 27   | 14 | 8 | 3 | 3  | 24 | 11 | +13  | Clasificación a Segunda fase |     | 2–2 |     | 1–0 | 0–0 | 1–0 | 3–0 | 2–0  | 5–0 |
| 3    | São Raimundo-AM | 24   | 14 | 6 | 6 | 2  | 19 | 11 | +8   | Clasificación a Segunda fase |     | 1–1 | 1–0 |     | 2–1 | 0–1 | 3–1 | 0–0  | 5–1 |
| 4    | São Raimundo-RR | 23   | 14 | 6 | 5 | 3  | 21 | 14 | +7   | Clasificación a Segunda fase |     | 1–2 | 1–0 | 1–1 |     | 2–2 | 2–1 | 5–0  | 2–1 |
| 5    | Porto Velho     | 21   | 14 | 6 | 3 | 5  | 28 | 20 | +8   |                              |     | 1–3 | 0–1 | 1–1 | 0–1 |     | 1–4 | 3–2  | 8–0 |
| 6    | Trem            | 16   | 14 | 4 | 4 | 6  | 29 | 27 | +2   |                              | 0–2 | 2–2 | 0–0 | 1–2 | 2–2 |     | 2–1 | 10–2 |     |
| 7    | Humaitá         | 6    | 14 | 1 | 3 | 10 | 11 | 32 | −21  |                              | 0–1 | 1–2 | 0–1 | 2–1 | 2–4 | 0–0 |     | 1–1  |     |
| 8    | Náutico-RR      | 5    | 14 | 1 | 2 | 11 | 15 | 57 | −42  |                              | 0–6 | 1–4 | 1–2 | 1–1 | 0–3 | 3–5 | 4–2 |      |     |

 Fuente: CBF
Criterios de clasificación: 1) Puntos; 2) Partidos ganados; 3) Diferencia de gol; 4) Goles a favor; 5) Enfrentamientos directos (solo entre 2 equipos); 6) Menor cantidad de tarjetas rojas; 7) Menor cantidad de tarjetas amarillas; 8) Sorteo.

### Grupo A2
| Pos. | Equipo           | Pts. | PJ | G | E | P | GF | GC | Dif. | Clasificación                |     | MOT | TOC | PAC | JUV | FLU | CAS | TUN | 4DE |
| ---- | ---------------- | ---- | -- | - | - | - | -- | -- | ---- | ---------------------------- | --- | --- | --- | --- | --- | --- | --- | --- | --- |
| 1    | Moto Club        | 28   | 14 | 9 | 1 | 4 | 24 | 14 | +10  | Clasificación a Segunda fase |     |     | 1–2 | 1–1 | 3–0 | 3–2 | 2–0 | 2–0 | 3–0 |
| 2    | Tocantinópolis   | 22   | 14 | 6 | 4 | 4 | 23 | 21 | +2   | Clasificación a Segunda fase |     | 2–0 |     | 1–1 | 0–1 | 2–1 | 4–1 | 3–1 | 0–0 |
| 3    | Pacajus          | 20   | 14 | 5 | 5 | 4 | 15 | 13 | +2   | Clasificación a Segunda fase |     | 0–2 | 2–3 |     | 0–1 | 0–0 | 1–0 | 2–0 | 3–1 |
| 4    | Juventude Samas  | 20   | 14 | 5 | 5 | 4 | 14 | 14 | 0    | Clasificación a Segunda fase |     | 0–1 | 0–0 | 0–1 |     | 2–4 | 1–0 | 2–2 | 0–0 |
| 5    | Fluminense Piauí | 17   | 14 | 4 | 5 | 5 | 23 | 19 | +4   |                              |     | 2–3 | 4–0 | 1–2 | 1–2 |     | 3–1 | 0–0 | 0–0 |
| 6    | Castanhal        | 17   | 14 | 4 | 5 | 5 | 16 | 15 | +1   |                              | 3–0 | 2–1 | 1–1 | 0–0 | 2–2 |     | 0–0 | 0–0 |     |
| 7    | Tuna Luso        | 13   | 14 | 3 | 4 | 7 | 12 | 25 | −13  |                              | 0–2 | 5–3 | 1–0 | 0–3 | 1–1 | 0–3 |     | 2–1 |     |
| 8    | 4 de Julho       | 13   | 14 | 2 | 7 | 5 | 13 | 19 | −6   |                              | 2–1 | 2–2 | 1–1 | 2–2 | 1–2 | 0–3 | 3–0 |     |     |

 Fuente: CBF
Criterios de clasificación: 1) Puntos; 2) Partidos ganados; 3) Diferencia de gol; 4) Goles a favor; 5) Enfrentamientos directos (solo entre 2 equipos); 6) Menor cantidad de tarjetas rojas; 7) Menor cantidad de tarjetas amarillas; 8) Sorteo.

### Grupo A3
| Pos. | Equipo            | Pts. | PJ | G  | E | P  | GF | GC | Dif. | Clasificación                |     | RET | AME | SOU | AFO | ICA | SAO | GLO | CRA |
| ---- | ----------------- | ---- | -- | -- | - | -- | -- | -- | ---- | ---------------------------- | --- | --- | --- | --- | --- | --- | --- | --- | --- |
| 1    | Retrô             | 33   | 14 | 10 | 3 | 1  | 27 | 6  | +21  | Clasificación a Segunda fase |     |     | 1–0 | 1–0 | 1–1 | 3–0 | 3–0 | 1–0 | 2–0 |
| 2    | América de Natal  | 24   | 14 | 6  | 6 | 2  | 20 | 7  | +13  | Clasificación a Segunda fase |     | 0–0 |     | 2–1 | 0–1 | 3–0 | 0–0 | 1–0 | 8–1 |
| 3    | Sousa             | 23   | 14 | 7  | 2 | 5  | 18 | 17 | +1   | Clasificación a Segunda fase |     | 0–3 | 1–2 |     | 3–2 | 1–2 | 1–0 | 2–1 | 2–0 |
| 4    | Afogados          | 22   | 14 | 6  | 4 | 4  | 23 | 12 | +11  | Clasificación a Segunda fase |     | 1–1 | 0–0 | 0–1 |     | 1–0 | 7–0 | 1–1 | 2–0 |
| 5    | Icasa             | 22   | 14 | 6  | 4 | 4  | 16 | 18 | −2   |                              |     | 1–0 | 1–1 | 2–2 | 2–5 |     | 1–0 | 1–0 | 3–0 |
| 6    | São Paulo Crystal | 13   | 14 | 3  | 4 | 7  | 13 | 26 | −13  |                              | 1–4 | 1–1 | 2–3 | 1–0 | 1–1 |     | 2–3 | 2–0 |     |
| 7    | Globo             | 12   | 14 | 3  | 3 | 8  | 14 | 17 | −3   |                              | 1–2 | 0–2 | 0–0 | 2–0 | 1–1 | 1–2 |     | 3–0 |     |
| 8    | Crato             | 5    | 14 | 1  | 2 | 11 | 5  | 33 | −28  |                              | 1–5 | 0–0 | 0–1 | 0–2 | 0–1 | 1–1 | 2–1 |     |     |

 Fuente: CBF
Criterios de clasificación: 1) Puntos; 2) Partidos ganados; 3) Diferencia de gol; 4) Goles a favor; 5) Enfrentamientos directos (solo entre 2 equipos); 6) Menor cantidad de tarjetas rojas; 7) Menor cantidad de tarjetas amarillas; 8) Sorteo.

### Grupo A4
| Pos. | Equipo                 | Pts. | PJ | G | E | P | GF | GC | Dif. | Clasificación                |     | ASA | LAG | JAC | SAN | SER | JUA | CSE | ATL |
| ---- | ---------------------- | ---- | -- | - | - | - | -- | -- | ---- | ---------------------------- | --- | --- | --- | --- | --- | --- | --- | --- | --- |
| 1    | ASA                    | 25   | 14 | 7 | 4 | 3 | 15 | 12 | +3   | Clasificación a Segunda fase |     |     | 1–1 | 1–1 | 2–0 | 1–0 | 1–0 | 2–3 | 1–0 |
| 2    | Lagarto                | 25   | 14 | 6 | 7 | 1 | 23 | 12 | +11  | Clasificación a Segunda fase |     | 4–0 |     | 2–1 | 0–0 | 2–1 | 2–0 | 3–3 | 4–1 |
| 3    | Jacuipense             | 21   | 14 | 5 | 6 | 3 | 19 | 15 | +4   | Clasificación a Segunda fase |     | 0–0 | 2–2 |     | 2–0 | 1–1 | 1–2 | 2–1 | 1–1 |
| 4    | Santa Cruz             | 19   | 14 | 5 | 4 | 5 | 14 | 15 | −1   | Clasificación a Segunda fase |     | 1–2 | 1–1 | 0–2 |     | 1–0 | 1–0 | 2–1 | 3–2 |
| 5    | Sergipe                | 18   | 14 | 4 | 6 | 4 | 14 | 12 | +2   |                              |     | 2–0 | 0–0 | 2–0 | 1–1 |     | 1–1 | 2–1 | 2–1 |
| 6    | Juazeirense            | 16   | 14 | 4 | 4 | 6 | 8  | 13 | −5   |                              | 0–0 | 1–0 | 0–2 | 1–0 | 1–0 |     | 1–1 | 0–2 |     |
| 7    | CSE                    | 14   | 14 | 3 | 5 | 6 | 19 | 22 | −3   |                              | 0–1 | 0–1 | 3–3 | 0–0 | 2–2 | 1–0 |     | 2–1 |     |
| 8    | Atlético de Alagoinhas | 10   | 14 | 2 | 4 | 8 | 13 | 24 | −11  |                              | 0–3 | 1–1 | 0–1 | 1–4 | 0–0 | 1–1 | 2–1 |     |     |

 Fuente: CBF
Criterios de clasificación: 1) Puntos; 2) Partidos ganados; 3) Diferencia de gol; 4) Goles a favor; 5) Enfrentamientos directos (solo entre 2 equipos); 6) Menor cantidad de tarjetas rojas; 7) Menor cantidad de tarjetas amarillas; 8) Sorteo.

### Grupo A5
| Pos. | Equipo          | Pts. | PJ | G  | E | P  | GF | GC | Dif. | Clasificación                |     | BRA | ANA | COS | OPE | CEI | IPO | GRE | AÇA |
| ---- | --------------- | ---- | -- | -- | - | -- | -- | -- | ---- | ---------------------------- | --- | --- | --- | --- | --- | --- | --- | --- | --- |
| 1    | Brasiliense     | 33   | 14 | 10 | 3 | 1  | 22 | 10 | +12  | Clasificación a Segunda fase |     |     | 1–1 | 0–2 | 2–1 | 2–1 | 2–2 | 2–0 | 2–1 |
| 2    | Anápolis        | 25   | 14 | 7  | 4 | 3  | 17 | 11 | +6   | Clasificación a Segunda fase |     | 0–2 |     | 1–0 | 0–1 | 2–0 | 1–0 | 0–1 | 2–0 |
| 3    | Costa Rica      | 21   | 14 | 6  | 3 | 5  | 14 | 13 | +1   | Clasificación a Segunda fase |     | 0–1 | 1–1 |     | 1–0 | 0–3 | 1–0 | 1–1 | 2–0 |
| 4    | Opérario-VG     | 21   | 14 | 6  | 3 | 5  | 10 | 12 | −2   | Clasificación a Segunda fase |     | 0–2 | 0–0 | 1–0 |     | 1–2 | 1–0 | 1–0 | 1–1 |
| 5    | Ceilândia       | 20   | 14 | 6  | 2 | 6  | 15 | 12 | +3   |                              |     | 0–1 | 1–2 | 1–0 | 3–0 |     | 0–0 | 1–0 | 1–0 |
| 6    | Iporá           | 15   | 14 | 3  | 6 | 5  | 12 | 12 | 0    |                              | 1–1 | 1–1 | 1–2 | 0–1 | 2–1 |     | 0–0 | 3–0 |     |
| 7    | Grêmio Anápolis | 14   | 14 | 3  | 5 | 6  | 12 | 14 | −2   |                              | 1–2 | 1–3 | 1–2 | 0–0 | 0–0 | 0–0 |     | 4–1 |     |
| 8    | Ação            | 5    | 14 | 1  | 2 | 11 | 12 | 30 | −18  |                              | 0–2 | 2–3 | 2–2 | 1–2 | 2–1 | 1–2 | 1–3 |     |     |

 Fuente: CBF
Criterios de clasificación: 1) Puntos; 2) Partidos ganados; 3) Diferencia de gol; 4) Goles a favor; 5) Enfrentamientos directos (solo entre 2 equipos); 6) Menor cantidad de tarjetas rojas; 7) Menor cantidad de tarjetas amarillas; 8) Sorteo.

### Grupo A6
| Pos. | Equipo           | Pts. | PJ | G | E | P  | GF | GC | Dif. | Clasificación                |     | POU | BAH | REA | NOV | INT | FER | URT | CAL |
| ---- | ---------------- | ---- | -- | - | - | -- | -- | -- | ---- | ---------------------------- | --- | --- | --- | --- | --- | --- | --- | --- | --- |
| 1    | Pouso Alegre     | 26   | 14 | 7 | 5 | 2  | 12 | 9  | +3   | Clasificación a Segunda fase |     |     | 0–0 | 2–1 | 1–1 | 2–1 | 0–0 | 2–0 | 1–0 |
| 2    | Bahia de Feira   | 24   | 14 | 6 | 6 | 2  | 17 | 8  | +9   | Clasificación a Segunda fase |     | 2–0 |     | 2–2 | 1–1 | 0–1 | 0–0 | 0–1 | 1–0 |
| 3    | Real Noroeste    | 23   | 14 | 6 | 5 | 3  | 19 | 13 | +6   | Clasificación a Segunda fase |     | 0–0 | 1–1 |     | 1–0 | 2–2 | 3–0 | 0–0 | 2–1 |
| 4    | Nova Venécia     | 22   | 14 | 5 | 7 | 2  | 19 | 13 | +6   | Clasificación a Segunda fase |     | 1–1 | 0–0 | 2–1 |     | 2–2 | 2–1 | 1–1 | 3–1 |
| 5    | Inter de Limeira | 17   | 14 | 4 | 5 | 5  | 16 | 16 | 0    |                              |     | 3–0 | 0–1 | 1–3 | 2–1 |     | 0–1 | 1–0 | 0–1 |
| 6    | Ferroviária      | 16   | 14 | 4 | 4 | 6  | 15 | 14 | +1   |                              | 0–1 | 0–2 | 1–2 | 0–0 | 1–1 |     | 8–0 | 1–0 |     |
| 7    | URT              | 16   | 14 | 4 | 4 | 6  | 13 | 26 | −13  |                              | 0–1 | 2–5 | 1–0 | 0–3 | 2–2 | 2–0 |     | 3–2 |     |
| 8    | Caldense         | 5    | 14 | 1 | 2 | 11 | 8  | 20 | −12  |                              | 0–1 | 0–2 | 0–1 | 1–2 | 0–0 | 1–2 | 1–1 |     |     |

 Fuente: CBF
Criterios de clasificación: 1) Puntos; 2) Partidos ganados; 3) Diferencia de gol; 4) Goles a favor; 5) Enfrentamientos directos (solo entre 2 equipos); 6) Menor cantidad de tarjetas rojas; 7) Menor cantidad de tarjetas amarillas; 8) Sorteo.

### Grupo A7
| Pos. | Equipo         | Pts. | PJ | G | E | P | GF | GC | Dif. | Clasificación                |     | SAO | PAR | POR | OES | NOV | SAN | CIA | PER |
| ---- | -------------- | ---- | -- | - | - | - | -- | -- | ---- | ---------------------------- | --- | --- | --- | --- | --- | --- | --- | --- | --- |
| 1    | São Bernardo   | 27   | 14 | 7 | 6 | 1 | 13 | 3  | +10  | Clasificación a Segunda fase |     |     | 1–1 | 0–0 | 3–0 | 1–0 | 1–0 | 1–0 | 4–0 |
| 2    | Paraná         | 23   | 14 | 6 | 5 | 3 | 13 | 8  | +5   | Clasificación a Segunda fase |     | 0–0 |     | 2–0 | 0–1 | 2–1 | 1–0 | 1–2 | 2–0 |
| 3    | Portuguesa-RJ  | 21   | 14 | 5 | 6 | 3 | 13 | 10 | +3   | Clasificación a Segunda fase |     | 2–0 | 1–0 |     | 1–1 | 1–1 | 1–0 | 0–0 | 2–1 |
| 4    | Oeste          | 20   | 14 | 5 | 5 | 4 | 14 | 15 | −1   | Clasificación a Segunda fase |     | 0–0 | 0–0 | 2–1 |     | 1–1 | 2–0 | 2–1 | 0–1 |
| 5    | Nova Iguaçu    | 20   | 14 | 5 | 5 | 4 | 13 | 14 | −1   |                              |     | 0–0 | 1–1 | 0–2 | 2–1 |     | 2–1 | 1–3 | 1–1 |
| 6    | Santo André    | 15   | 14 | 4 | 3 | 7 | 12 | 13 | −1   |                              | 0–1 | 1–1 | 1–0 | 2–0 | 0–1 |     | 1–1 | 3–0 |     |
| 7    | Cianorte       | 14   | 14 | 3 | 5 | 6 | 14 | 15 | −1   |                              | 0–1 | 0–1 | 1–1 | 1–2 | 0–1 | 1–1 |     | 2–2 |     |
| 8    | Pérolas Negras | 8    | 14 | 1 | 5 | 8 | 9  | 23 | −14  |                              | 0–0 | 0–1 | 1–1 | 2–2 | 0–1 | 1–2 | 0–2 |     |     |

 Fuente: CBF
Criterios de clasificación: 1) Puntos; 2) Partidos ganados; 3) Diferencia de gol; 4) Goles a favor; 5) Enfrentamientos directos (solo entre 2 equipos); 6) Menor cantidad de tarjetas rojas; 7) Menor cantidad de tarjetas amarillas; 8) Sorteo.

### Grupo A8
| Pos. | Equipo        | Pts. | PJ | G | E | P  | GF | GC | Dif. | Clasificación                |     | CAX | AIM | CAS | AZU | SAO | MAR | JUV | PRO |
| ---- | ------------- | ---- | -- | - | - | -- | -- | -- | ---- | ---------------------------- | --- | --- | --- | --- | --- | --- | --- | --- | --- |
| 1    | Caxias        | 27   | 14 | 8 | 3 | 3  | 20 | 12 | +8   | Clasificación a Segunda fase |     |     | 4–2 | 0–0 | 1–0 | 2–1 | 3–1 | 1–0 | 1–0 |
| 2    | Aimoré        | 27   | 14 | 8 | 3 | 3  | 17 | 14 | +3   | Clasificación a Segunda fase |     | 1–1 |     | 0–1 | 0–0 | 2–1 | 3–2 | 2–0 | 1–0 |
| 3    | FC Cascavel   | 25   | 14 | 7 | 4 | 3  | 16 | 10 | +6   | Clasificación a Segunda fase |     | 2–0 | 0–1 |     | 0–2 | 2–1 | 3–0 | 1–0 | 1–0 |
| 4    | Azuriz        | 24   | 14 | 7 | 3 | 4  | 17 | 12 | +5   | Clasificación a Segunda fase |     | 1–0 | 3–0 | 3–2 |     | 1–2 | 1–0 | 0–2 | 0–0 |
| 5    | São Luiz      | 18   | 14 | 4 | 6 | 4  | 18 | 17 | +1   |                              |     | 1–1 | 0–1 | 0–0 | 2–0 |     | 1–0 | 2–2 | 3–2 |
| 6    | Marcílio Dias | 14   | 14 | 4 | 2 | 8  | 14 | 20 | −6   |                              | 2–1 | 2–3 | 1–1 | 0–1 | 1–1 |     | 2–1 | 2–0 |     |
| 7    | Juventus      | 12   | 14 | 2 | 6 | 6  | 11 | 17 | −6   |                              | 0–3 | 0–0 | 1–1 | 2–2 | 1–1 | 1–0 |     | 0–1 |     |
| 8    | Próspera      | 6    | 14 | 1 | 3 | 10 | 9  | 20 | −11  |                              | 1–2 | 0–1 | 1–2 | 1–3 | 2–2 | 0–1 | 1–1 |     |     |

 Fuente: CBF
Criterios de clasificación: 1) Puntos; 2) Partidos ganados; 3) Diferencia de gol; 4) Goles a favor; 5) Enfrentamientos directos (solo entre 2 equipos); 6) Menor cantidad de tarjetas rojas; 7) Menor cantidad de tarjetas amarillas; 8) Sorteo.

## Segunda fase
| Fechas                    | Local en la ida | Global         | Local en la vuelta | Ida | Vuelta |
| ------------------------- | --------------- | -------------- | ------------------ | --- | ------ |
| 23 y 31 de julio          | Juventude Samas | 1:2            | Amazonas           | 0:0 | 1:2    |
| 23 y 30 de julio          | São Raimundo-AM | 3:6            | Tocantinópolis     | 2:2 | 1:4    |
| 23 y 31 de julio          | São Raimundo-RR | 1:1 (7:8 pen.) | Moto Club          | 0:0 | 1:1    |
| 24 y 31 de julio          | Pacajus         | 1:1 (4:5 pen.) | Rio Branco-AC      | 1:1 | 0:0    |
| 24 de julio y 1 de agosto | Santa Cruz      | 2:1            | Retrô              | 0:0 | 2:1    |
| 24 y 31 de julio          | Sousa           | 1:3            | Lagarto            | 0:1 | 1:2    |
| 23 y 31 de julio          | Afogados        | 1:4            | ASA                | 1:2 | 0:2    |
| 24 y 31 de julio          | Jacuipense      | 0:1            | América de Natal   | 0:1 | 0:0    |
| 24 y 31 de julio          | Nova Venécia    | 4:2            | Brasiliense        | 3:1 | 1:1    |
| 24 y 30 de julio          | Costa Rica      | 1:2            | Bahia de Feira     | 0:0 | 1:2    |
| 24 y 30 de julio          | Opérario-VG     | 0:2            | Pouso Alegre       | 0:0 | 0:2    |
| 23 y 31 de julio          | Real Noroeste   | 5:5 (3:1 pen.) | Anápolis           | 5:2 | 0:3    |
| 23 y 30 de julio          | Azuriz          | 1:3            | São Bernardo       | 1:1 | 0:2    |
| 23 y 30 de julio          | Portuguesa-RJ   | 1:1 (4:3 pen.) | Aimoré             | 0:1 | 1:0    |
| 24 y 30 de julio          | Oeste           | 2:2 (5:6 pen.) | Caxias             | 1:1 | 1:1    |
| 23 y 30 de julio          | FC Cascavel     | 0:0 (4:5 pen.) | Paraná             | 0:0 | 0:0    |

## Tercera fase
| Fechas           | Local en la ida  | Global         | Local en la vuelta | Ida | Vuelta |
| ---------------- | ---------------- | -------------- | ------------------ | --- | ------ |
| 7 y 14 de agosto | Lagarto          | 2:3            | Amazonas           | 1:1 | 1:2    |
| 7 y 14 de agosto | Santa Cruz       | 0:1            | Tocantinópolis     | 0:0 | 0:1    |
| 7 y 13 de agosto | América de Natal | 3:1            | Moto Club          | 2:1 | 1:0    |
| 7 y 14 de agosto | Rio Branco-AC    | 0:0 (4:5 pen.) | ASA                | 0:0 | 0:0    |
| 6 y 14 de agosto | Portuguesa-RJ    | 4:3            | Nova Venécia       | 2:1 | 2:2    |
| 6 y 13 de agosto | Bahia de Feira   | 1:2            | São Bernardo       | 0:1 | 1:1    |
| 7 y 13 de agosto | Paraná           | 1:2            | Pouso Alegre       | 1:1 | 0:1    |
| 7 y 13 de agosto | Real Noroeste    | 1:1 (0:3 pen.) | Caxias             | 1:1 | 0:0    |

## Fase final

### Clasificación general de los clasificados
La tabla general de los clasificados sirve para definir los duelos de cuartos de final. El primer puesto enfrentará al octavo puesto, y así sucesivamente. El puntaje contabiliza el acumulado de puntos desde la fase de grupos hasta la tercera fase.
|   | Equipo           | PJ | PG | PE | PP | GF | GC | DG  | Pts |
| - | ---------------- | -- | -- | -- | -- | -- | -- | --- | --- |
| 1 | Amazonas         | 18 | 11 | 6  | 1  | 42 | 15 | +27 | 39  |
| 2 | São Bernardo     | 18 | 9  | 8  | 1  | 18 | 5  | +13 | 35  |
| 3 | América de Natal | 18 | 9  | 7  | 2  | 24 | 8  | +16 | 34  |
| 4 | Pouso Alegre     | 18 | 9  | 7  | 2  | 16 | 10 | +6  | 34  |
| 5 | ASA              | 18 | 9  | 6  | 3  | 19 | 13 | +6  | 33  |
| 6 | Caxias           | 18 | 8  | 7  | 3  | 23 | 15 | +8  | 31  |
| 7 | Tocantinópolis   | 18 | 8  | 6  | 4  | 30 | 24 | +6  | 30  |
| 8 | Portuguesa-RJ    | 18 | 7  | 7  | 4  | 18 | 14 | +4  | 28  |

### Cuartos de final
| Fechas            | Local en la ida | Global | Local en la vuelta | Ida | Vuelta |
| ----------------- | --------------- | ------ | ------------------ | --- | ------ |
| 20 y 28 de agosto | Portuguesa-RJ   | 3:4    | Amazonas           | 1:1 | 2:3    |
| 21 y 27 de agosto | ASA             | 0:3    | Pouso Alegre       | 0:2 | 0:1    |
| 21 y 27 de agosto | Tocantinópolis  | 0:5    | São Bernardo       | 0:3 | 0:2    |
| 20 y 28 de agosto | Caxias          | 2:3    | América de Natal   | 1:0 | 1:3    |

### Semifinales
| Fechas               | Local en la ida  | Global | Local en la vuelta | Ida | Vuelta |
| -------------------- | ---------------- | ------ | ------------------ | --- | ------ |
| 3 y 11 de septiembre | Pouso Alegre     | 2:0    | Amazonas           | 1:0 | 1:0    |
| 4 y 10 de septiembre | América de Natal | 3:0    | São Bernardo       | 2:0 | 1:0    |

### Final
| Fechas                | Local en la ida  | Global | Local en la vuelta | Ida | Vuelta |
| --------------------- | ---------------- | ------ | ------------------ | --- | ------ |
| 18 y 25 de septiembre | América de Natal | 2:1    | Pouso Alegre       | 2:0 | 0:1    |

| Campeón 2022 Serie D                       |
| ------------------------------------------ |
| Bandera del estado de Río Grande del Norte |
| América de Natal 1.º Título                |

## Ascendidos
| Bandera del estado de Río Grande del Norte | Bandera del estado de Minas Gerais | Bandera del estado de Amazonas | Bandera del estado de São Paulo |
| América de Natal                           | Pouso Alegre                       | Amazonas FC                    | São Bernardo                    |
| Ascenso a Serie C 2023                     | Ascenso a Serie C 2023             | Ascenso a Serie C 2023         | Ascenso a Serie C 2023          |

## Goleadores
| Jugador              | Equipo           | Goles |
| -------------------- | ---------------- | ----- |
| Rafael Tavares       | Amazonas         | 11    |
| Ítalo                | Amazonas         | 11    |
| Aleilson             | Trem             | 10    |
| Franklin Mascote     | Retrô            | 10    |
| Anderson Chaves      | Afogados         | 9     |
| Patrick Carvalho     | Nova Venécia     | 9     |
| Wallace Pernambucano | América de Natal | 9     |
| Lucas                | Lagarto          | 8     |
| Janderson            | Bahia de Feira   | 7     |
| Hugo Cabral          | Santa Cruz       | 7     |